# Баффало (округ Маркетт, Вісконсин)
Баффало (англ. Buffalo) — місто (англ. town) в США, в окрузі Маркетт штату Вісконсин. Населення — 1389 осіб (2020).

## Демографія
Згідно з переписом 2010 року, у місті мешкала 1221 особа в 448 домогосподарствах у складі 329 родин. Було 523 помешкання
Расовий склад населення:
| - 98,3 % — білих - 0,6 % — корінних американців - 0,2 % — азіатів - 0,1 % — чорних або афроамериканців |

До двох чи більше рас належало 0,8 %. Частка іспаномовних становила 1,4 % від усіх жителів.
За віковим діапазоном населення розподілялося таким чином: 25,6 % — особи молодші 18 років, 60,8 % — особи у віці 18—64 років, 13,6 % — особи у віці 65 років та старші. Медіана віку мешканця становила 43,0 року. На 100 осіб жіночої статі у місті припадало 105,6 чоловіків;  на 100 жінок у віці від 18 років та старших — 107,3 чоловіків також старших 18 років.
Середній дохід на одне домашнє господарство  становив 71 015 доларів США (медіана — 71 250), а середній дохід на одну сім'ю — 77 170 доларів (медіана — 77 625). Медіана доходів становила 45 972 долари для чоловіків та 46 250 доларів для жінок. За межею бідності перебувало 10,4 % осіб, у тому числі 19,9 % дітей у віці до 18 років та 2,9 % осіб у віці 65 років та старших.
Цивільне працевлаштоване населення становило 489 осіб. Основні галузі зайнятості: освіта, охорона здоров'я та соціальна допомога — 18,8 %, виробництво — 16,6 %, будівництво — 14,9 %.